# Akka
Akka (ост. версія 22.10) - набір інструментів ті бібліотек (Java та Scala) для створення дистрибутивних систем та програм для систем з високим навантаженням на мережу з великою кількістю з'єднань.
Akka надає:
- Багатопотокова поведінка без необхідності використання системних конструкцій низького рівня —
- Комунікація між  віддаленими системами та компонентами без написання коду для управління мережею.
- Кластерна архітектура

## Модулі Акка[4]
- Actor library
- Remoting
- Cluster
- Cluster Sharding
- Cluster Singleton
- Persistence
- Projections
- Distributed Data
- Streams
- Alpakka
- HTTP
- gRPC

## Приклади коду
Документація для Java та Scala - doc.akka.io. Приклад Акка актора:
```
val
 
AkkaVersion
 
=
 
"2.7.0"

libraryDependencies
 
+=
 
"com.typesafe.akka"
 
%% "akka-actor-typed" % AkkaVersion

```

## Community
- https://discuss.akka.io/
- @akkateam Твіттер
- Тег #akka на StackOverflow